# Okrug Zapadna Bačka
| Zapadnobački okrug | Zapadnobački okrug |
|                    |                    |
| ------------------ | ------------------ |
| Staat:             | Serbien            |
| Fläche:            | 2.420 km²          |
| Einwohner:         | 187.581 (2011)     |
| Hauptstadt:        | Sombor             |
|                    |                    |

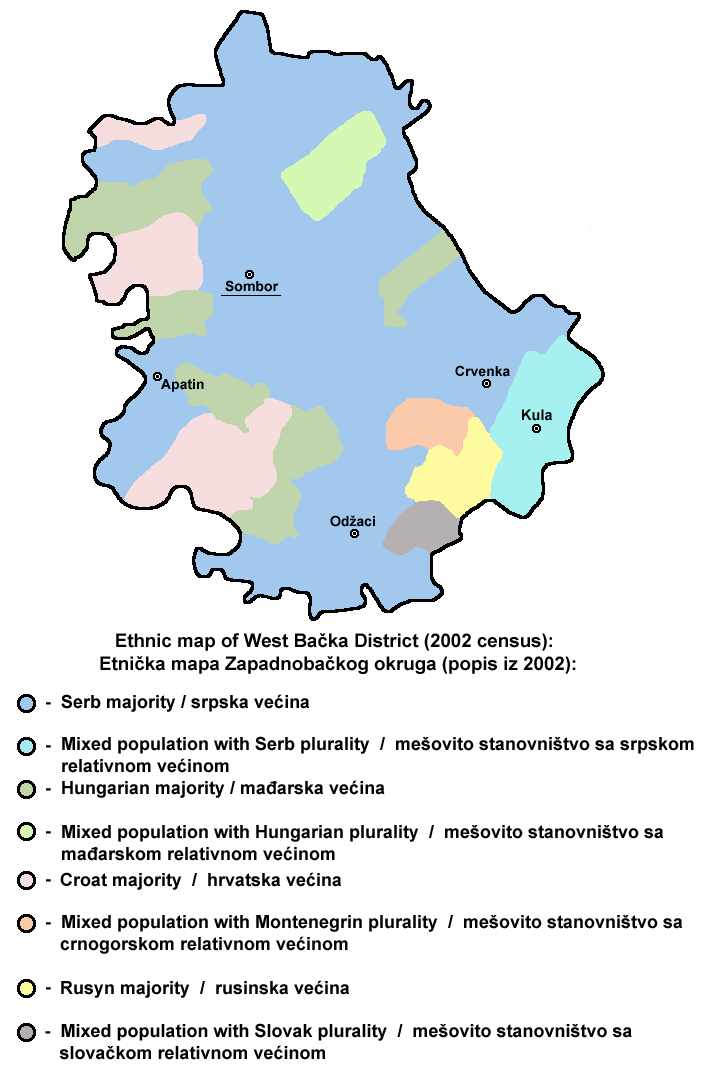

Zapadna Bačka oder Westliche Batschka (serb. Zapadno-Bački okrug oder Западно-Бачки округ, ungar. Nyugat-bácskai körzet, slowak. Západnobáčsky okres, kroat. Zapadnobački okrug, rum. Districtul Bačka de Vest) ist ein serbischer Verwaltungsbezirk im Westen der Vojvodina. Er grenzt im Westen an Kroatien und im Norden an Ungarn. Der Verwaltungssitz ist die Stadt Sombor.

## Bevölkerung
Dieser Bezirk hat laut Volkszählung 2011 187.581 Einwohner.
Zur Volkszählung 2002 stellten die Serben die Bevölkerungsmehrheit (62 %), weitere Volksgruppen waren Magyaren, Bunjewatzen, Kroaten, Russinen, Slowaken, Montenegriner und andere.

## Gliederung
Der Okrug umfasst die folgenden Opštine (Gemeinden):
- Sombor (ungar. Zombor)
- Apatin
- Odžaci (ungar. Hódság)
- Kula (ungar. Kúla)

## Kultur und Wirtschaft
Sombor ist eine Stadt mit reicher kultureller Tradition. Die römisch-katholische Kirche, das Franziskanerkloster aus dem 18. Jahrhundert, das Perisch-Haus aus dem frühen 19. Jahrhundert, die große und kleine orthodoxe Kirche in Stapar sind Monumente, die Zeuge der langen Geschichte dieser Stadt sind. 
Heutzutage hat Sombor eine Fläche von 1.000 km² landwirtschaftlichem Anbauland, deswegen spielt die Landwirtschaft in diesem Bezirk ebenso wie die Viehzucht eine wichtige Rolle.
Die wirtschaftlichen Schwerpunkte des Bezirks liegen in der Metallverarbeitung (Bane), der Batteriefabrik Sombor, der Autofabrik Zrvena Zastava, der Schiffswerft Dunav und der Nahrungsmittelindustrie (Sunce und Somboled).
Erschlossen wird der Bezirk auch durch Binnenschiffahrtskanäle des Donau-Theiß-Donau-Kanalsystems, insbesondere der Große Batschka-Kanal.

## Größte Ortschaften
(Stand: Volkszählung 2002)
| Gemeinde     | serb.-kyrill. Schreibweise | Einwohner |
| ------------ | -------------------------- | --------- |
| Sombor       | Сомбор                     | 50.950    |
| Apatin       | Апатин                     | 19.289    |
| Kula         | Кула                       | 19.293    |
| Crvenka      | Црвенка                    | 10.153    |
| Odžaci       | Оџаци                      | 9.832     |
| Sivac        | Сивац                      | 8.987     |
| Kljajićevo   | Кљајићево                  | 6.004     |
| Bezdan       | Бездан                     | 5.263     |
| Ruski Krstur | Руски Крстур               | 5.196     |
| Sonta        | Сонта                      | 4.994     |
| Karavukovo   | Каравуково                 | 4.990     |
| Stanišić     | Станишић                   | 4.799     |
| Prigrevica   | Пригревица                 | 4.786     |
| Čonoplja     | Чонопља                    | 4.377     |
| Ratkovo      | Ратково                    | 4.110     |